# Apachetas
Apachetas ist ein Weiler im Departamento Cochabamba im südamerikanischen Andenstaat Bolivien.

## Lage im Nahraum
Apachetas liegt in der Provinz Esteban Arce und ist eine Ansiedlung im Cantón Anzaldo im Municipio Anzaldo am Südrand der 490 km² großen fruchtbaren Hochebene des Valle Alto. Die Ortschaft liegt auf einer Höhe von 2856 m links des Río Jatun Mayu, der flussabwärts als Río Suches weiterfließt.

## Geographie
Apachetas liegt im Übergangsbereich zwischen der Anden-Gebirgskette der Cordillera Central und dem bolivianischen Tiefland.
Die mittlere Durchschnittstemperatur der Region liegt bei etwa 18 °C (siehe Klimadiagramm Cochabamba) und schwankt nur unwesentlich zwischen 14 °C im Juni/Juli und 20 °C im Oktober/November. Der Jahresniederschlag beträgt nur rund 450 mm, bei einer ausgeprägten Trockenzeit von Mai bis September mit Monatsniederschlägen unter 10 mm, und einer Feuchtezeit von Dezember bis Februar mit 90 bis 120 mm Monatsniederschlag.

## Verkehrsnetz
Apachetas liegt in einer Entfernung von 53 Straßenkilometern südöstlich von Cochabamba, der Hauptstadt des gleichnamigen Departamentos.
Von Cochabamba aus führt die asphaltierte Nationalstraße Ruta 7 in südöstlicher Richtung 33 Kilometer bis Tolata, von dort die Ruta 4305 über acht Kilometer weiter nach Süden bis Cliza, und weiter über Toco und Siches nach Apachetas. Bei Apachetas endet die von Nordwesten aus Richtung Tarata kommende Ruta 4312.

## Bevölkerung
Angaben über die Einwohnerzahl der Ortschaft sind in keiner der beiden letzten Volkszählungen von 2001 und 2012 vorhanden, der Ort ist nur als Endpunkt der Ruta 4312 an der Ruta 4305 angegeben.
Die Region weist einen hohen Anteil an Quechua-Bevölkerung auf, im Municipio Anzaldo sprechen 99,2 Prozent der Bevölkerung Quechua.